# Li Xiaoshuang
Li Xiaoshuang, em chinês simplificado: 李小双, (Xiantao, 1 de novembro de 1973) foi um ginasta que competiu em provas de ginástica artística pela China. 

## Vida Pessoal
Irmão gêmeo de seu companheiro de equipe Li Dashuang. Os irmãos nasceram em uma família pobre. O pai era porteiro e a mãe fazia trabalho temporário em uma casa de hóspedes, por precisarem sustentar a casa, quase não tinham tempo para cuidar dos irmãos, e por isso, foram morar com seu avô.Apesar da pobreza foram muito felizes.
Aos seis anos, os irmãos encontraram o treinador Ding Xiapeng por acaso quando foram pela primeira vez visitar a cidade de Xiantao, ficaram tão animados que começaram a pular e dar cambalhotas nos degraus do cinema e acabaram chamando a atenção do treinador que viu futuro nas crianças.Ding Xiapeng imediatamente falou para o avô dos irmãos: 
| “ | As crianças têm o talento para aprender ginástica. Você vai para casa e discute com os pais. Deixe-os vir para a escola de esportes para praticar ginástica. Você não vai precisar se preocupar com nada | ” |

Os pais de Xiaoshuang e Dashuang concordaram e o no dia seguinte o avô levou as crianças para o portão da escola de esportes. Ding Xiapeng tratou os irmãos como filhos e por precisarem de disciplina, os irmãos foram colocados em classes diferentes. Passaram por treinamento intenso durante 4 anos e aos 10, os irmãos tiveram que escolher em seguir uma carreira normal ou ingressar em uma equipe profissional onde continuariam o pesado treinamento para se tornarem atletas profissionais, o técnico tinha muita esperança nos irmãos e acreditava que eles podiam representar o país na equipe nacional, depois de uma conversa entre eles, os gêmeos decidiram se tornar atletas e foram para a equipe provincial.
Tanto Xiaoshuang quanto Dashuang sempre quiseram se provar e mesmo sendo rejeitados duas vezes para a seleção nacional, os gêmeos não desistiram. Em 1989, depois do bom desempenho nos Jogos da Juventude, finalmente conseguiram entrar no time nacional.

## Carreira
Li iniciou sua carreira como ginasta profissional com seu irmão em 1990, disputando os Jogos Asiáticos e vencendo a disputa por equipes. No ano seguinte, participou de seu primeiro mundial, o Campeonato de Indianápolis, no qual subiu ao pódio na segunda colocação por equipes. Em 1992, fora o medalhista de prata nas Olimpíadas de Barcelona e o terceiro colocado na final das argolas.
No ano seguinte, conquistou cinco medalhas na Copa Chunichi, incluída a vitória no concurso geral. Em 1994, venceu o individual geral na segunda edição dos Jogos Asiáticos de que participou, além de ser o medalhista de ouro por equipes e no solo, de prata nas argolas e de bronze no salto e nas barras paralelas. No Mundial de Brisbane, dividido das disputas coletivas - vencidas pelos chineses, Li conquistou a prata no salto. No ano seguinte, saiu-se vitorioso das provas do individual geral, no Mundial de Melbourne, na Austrália, no qual tornou-se bicampeão por equipes e medalhista de prata no solo.
Seu último compromisso enquanto ginasta foram os Jogos Olímpicos de Atlanta, nos Estados Unidos. Neles, o atleta conquistou o ouro do geral individual, a frente de Alexei Nemov e Vitaly Scherbo. Por equipes e no solo, conquistou as medalhas de prata. Em 1997, Xiaoshuang retirou-se oficialmente das práticas da modalidade e assim como Li Ning, iniciou sua própria confecção de roupas esportivas.